# Dérive de la mission
 (novembre 2017).
La dérive de la mission est le comportement inadéquat d'un organisme sans but lucratif qui concentre son attention sur la récolte d'argent au détriment de sa mission ou de son objet social,. Ce phénomène fut observé par exemple au niveau de certaines organisations caritatives.